# El adversario
El adversario (en francés L'adversaire) es una película francesa dirigida por Nicole Garcia, estrenada en 2002. La película es una adaptación de la novela homónima de Emmanuel Carrère, que cuenta la historia de Jean-Claude Romand. La cinta trata una temática similar a la de El empleo del tiempo, estrenada un año antes. La cinta participó en la selección oficial del Festival de Cannes de 2002.

## Sinopsis
El 9 de enero de 1993, Jean-Marc Faure (Jean-Claude Romand) mató a su mujer, sus hijos, sus padres, y luego intentó en vano suicidarse. Las investigaciones revelaron que no era médico como había pretendido desde dieciocho años atrás, y que tampoco tenía ninguna otra profesión. Cuando estuvo a punto de ser descubierto, prefirió eliminar a aquellos cuya mirada no soportaba.

## Reparto
- Daniel Auteuil: Jean-Marc Faure.
- Géraldine Pailhas: Christine Faure.
- François Cluzet: Luc.
- Emmanuelle Devos: Marianne.
- Bernard Fresson: el padre de Christine.

## Premios y nominaciones
- La cinta compitió por la Palma de Oro en el Festival de Cannes de 2002.
- La cinta estuvo nominada en los Premios César en la categoría Mejor Actor para Daniel Auteuil, Mejor Actor Secundario para François Cluzet, y Mejor Actriz Secundaria para Emmanuelle Devos en 2003.